# Portret Józefa Brandta
Portret Józefa Brandta – obraz olejny namalowany przez polskiego malarza Bolesława Szańkowskiego w 1910, znajdujący się w zbiorach Muzeum Narodowego w Warszawie.
Portret przedstawia polskiego malarza Józefa Brandta w pozycji siedzącej, z paletą i pędzlami w lewej dłoni.